# Даїраго
Даїраго, Даїраґо (італ. Dairago) — муніципалітет в Італії, у регіоні Ломбардія,  метрополійне місто Мілан.
Даїраго розташоване на відстані близько 510 км на північний захід від Рима, 28 км на північний захід від Мілана.

Населення — 6279 осіб (2014).

## Демографія
Населення за роками:

Станом на 1 січня 2023 року в муніципалітеті офіційно проживало 320 іноземців з 41 країни, серед них 89 громадян країн Євросоюзу та 20 громадян України.

## Сусідні муніципалітети
- Арконате
- Бускате
- Бусто-Арсіціо
- Бусто-Гарольфо
- Леньяно
- Маньяго
- Вілла-Кортезе